# Chiu Yu-hung
Chiu Yu-hung (tiếng Trung: 邱育宏; sinh ngày 31 tháng 8 năm 1994) là một cầu thủ bóng đá người Đài Loan hiện tại thi đấu ở vị trí thủ môn ở cấp độ quốc gia và câu lạc bộ.